# زبابة الشجر الجبلية
زبابة الشجر الجبلية (الاسم العلمي Tupaia montana)، هو نوع من زبابيات الشجر وفصيلة السناجب الشجرية. هو متوطن في بورنيو ويعيش في الغابات الجبلية في ساراواك وصباح.
يبلغ طول الرأس والجسم من 15 إلى 33 سم وطول الذيل 13-19 سم.